# O cego guiando o cego
"O cego guiando o cego" é uma expressão idiomática e uma metáfora na forma de uma frase paralela; é usada para descrever uma situação em que uma pessoa que nada sabe está recebendo conselhos e ajuda de outra pessoa que não sabe quase nada. A expressão pode ser encontrada até nas Upanishads, que foram escritas entre 800 AEC e 200 AEC.

## Citações
Permanecendo no meio da ignorância, pensando-se sábios e instruídos, os tolos vão sem rumo aqui e acolá, como cegos liderados por cegos.— Katha Upanishad
Uma metáfora semelhante existe no Cânon Pali budista, composto no norte da Índia e preservado por via oral até que foi comprometido à escrita durante o Quarto Concílio Budista no Sri Lanka, em 29 EC. 
Suponha que houvesse uma fila de cegos, cada um se apoiando naquele que está à sua frente: o primeiro não vê, o do meio não vê, o último não vê. Do mesmo modo, a declaração dos brâmanes acaba sendo uma fila de cegos, por assim dizer: o primeiro não vê, o do meio não vê, o último não vê.— Canki Sutta (MN 95)
A expressão aparece em Horácio: Caecus caeco dux  ("o líder cego dos cegos"). Horácio foi o principal poeta lírico romano durante o tempo de Augusto (27 AEC – 14 EC).
O ditado aparece várias vezes na Bíblia, com histórias semelhantes aparecendo nos evangelhos de Mateus, Lucas e Tomás nas chamadas parábolas dos cegos, possivelmente através da fonte Q. 
"Toda planta que meu Pai celestial não plantou será arrancada pelas raízes. Deixai-os; são guias cegos [dos cegos]. Se um cego lidera um cego, ambos caem em uma cova".— Mateus 15:13-14
Sexto Empírico (160 - 210 a.C.) compara professores ignorantes e guias cegos em Esboços do Ceticismo: 
"Nem o não especialista ensina o não especialista - assim como o cego não pode liderar o cego."
A frase aparece em Adagia, uma coleção anotada de provérbios gregos e latinos, compilada durante o Renascimento pelo humanista holandês Desiderius Erasmus Roterodamus. A primeira edição, intitulada Collectanea Adagiorum, foi publicada em Paris em 1500 EC.

## Representações artísticas

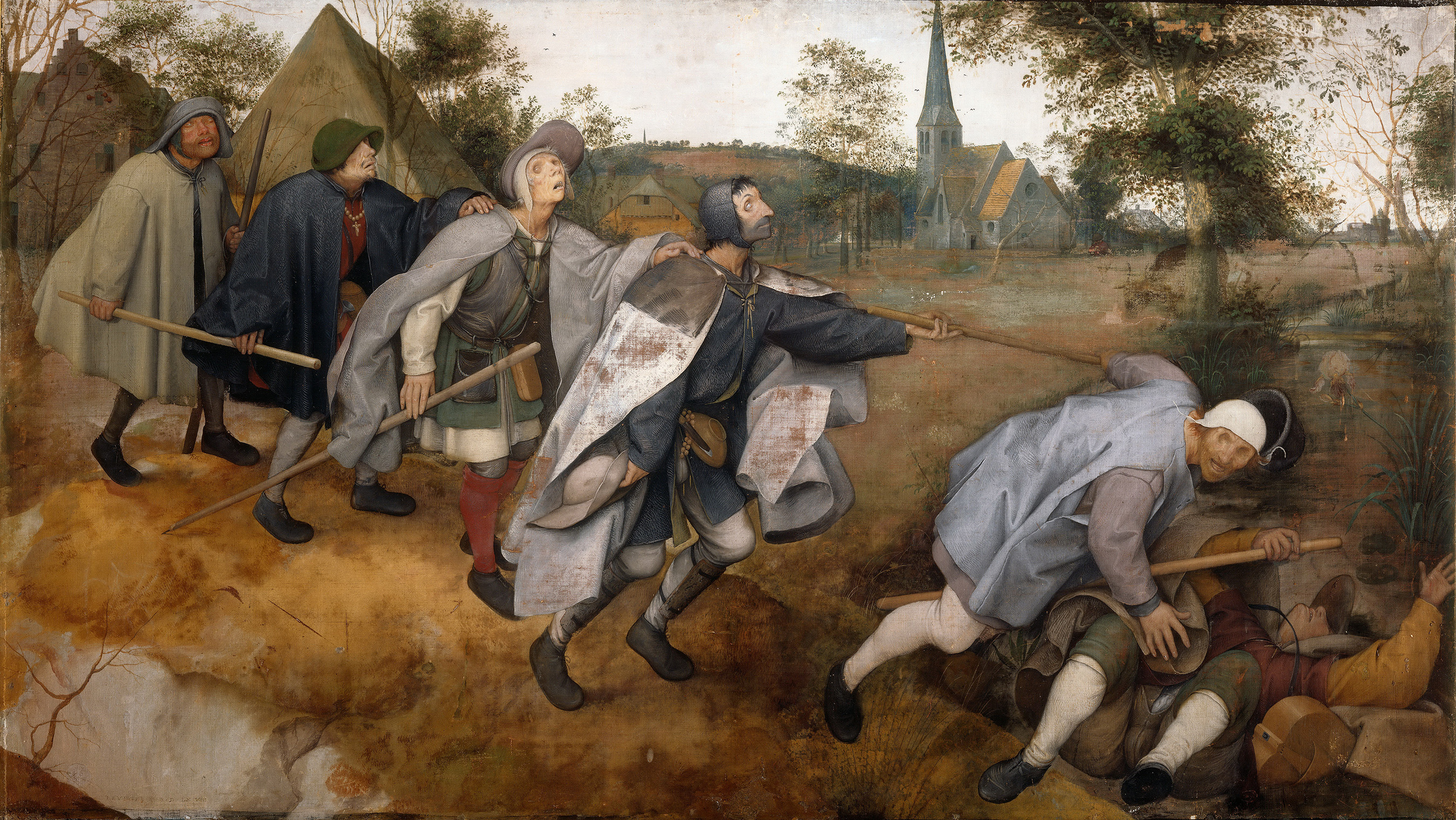
Os cegos guiando os cegos por Pieter Bruegel, o Velho, 1568

Talvez a representação artística mais famosa da frase seja A Parábola dos Cegos de Pieter Bruegel. A destêmpera na pintura de tela foi concluída em 1568 e atualmente está na coleção do Museo di Capodimonte em Nápoles, Itália.